# مجلة الحرب الطويلة
مجلة الحرب الطويلة هو موقع إخباري أمريكي تابع لقناة إف دي دي، يوصف أيضًا بأنه مدونة، يقدم تقارير عن ما يُسمى «الحرب على الإرهاب». الموقع تابع لموسسة (بالإنجليزية: Public Multimedia Incorporated (PMI))‏، وهي منظمة إعلامية غير ربحية تأسست في عام 2007 يديرها بول هانوز وبيل روجيو.
تطورت المجلة من مدونة روجيو الشخصية التي كتب بها عن الصراعات التي تنطوي على «الإرهاب» والحركات الإسلامية في جميع أنحاء العالم. تذكر المنظمة أن مجلتها تسعى إلى تقديم أخبار عن النزاعات دون الترويج لأجندة سياسية وبهدف تقديم تقارير متعمقة وسياقية ومفصلة. يستخدم موظفو الموقع مصادر إعلامية دولية بالإضافة إلى جهات اتصال في مجتمع استخبارات الولايات المتحدة للحصول على معلومات لتقاريرهم.
مولت المنظمة من خلال التبرعات الخاصة والرعاية والمنح. واعتبارًا من عام 2011، تلقى الموقع ما يقدر بـ 12000 مشاهدة يوميًا. واستخدمت كمصدر من قبل عدد من المؤسسات الإعلامية الكبيرة.

## انتقادات
بعد مقتل بيت الله محسود في أغسطس 2009، ادعى روجيو في 6 أغسطس 2009 أن مسؤولاً في المخابرات الأمريكية أخبره أن المسؤولين الأمريكيين يعتقدون أن محسود لا يزال على قيد الحياة. لم يكن هذا الادعاء بشأن مصير محسود دقيقًا، حيث ادعى المتحدث باسم البنتاغون جيف موريل ومستشار الأمن القومي جيمس جونز أن المسؤولين الأمريكيين كانوا متأكدين بنسبة 90٪ أنه قُتل وأنهم لم يروا أي دليل يفترض خلاف ذلك، وأكدت حركة طالبان باكستان في وقت لاحق مقتله.
في أبريل 2009، ادعى روجيو أن راشد رؤوف -الذي قُتل في غارة أمريكية بطائرة بدون طيار وقعت في شمال وزيرستان في 22 نوفمبر 2008- أنه لا يزال على قيد الحياة. لم يثبت صحة هذا الادعاء بشأن مصير رؤوف، وفي يوليو 2010، قال مسؤول أمريكي في مكافحة الإرهاب لصحيفة ديلي نيوز إن رؤوف قُتل في غارة الطائرات بدون طيار. وفي أكتوبر 2012. وأكدت عائلة رؤوف أنه قُتل في غارة بطائرة بدون طيار.
في سبتمبر 2010، زعم توماس جوسلين زوراً أن إيران قد أفرجت عن المتحدث باسم القاعدة سليمان أبو غيث. في الواقع، كان أبو غيث لا يزال قيد الإقامة الجبرية ولم يُفرج عنه حتى عام 2013. وقُبض على أبو غيث في وقت لاحق في تركيا، ورُحِّله إلى الأردن.
بعد مقتل أسامة بن لادن في مايو 2011، ادعى روجيو أن ابنه سعد الذي يُعتقد أنه قُتل في غارة بطائرة بدون طيار في عام 2009، «هو أحد خلفائه المحتملين». ولم يشر روجيو إلى التقرير السابق حول وفاة سعد، وذكر أن سعد «يعتبر قائدًا بارزًا وقائد عمليات في القاعدة» وأنه «معروف بأنه يحتمي في إيران ويتنقل. ذهابا وإيابا عبر الحدود الإيرانية مع باكستان». في سبتمبر 2012، أكد زعيم القاعدة أيمن الظواهري في رسالة فيديو أن سعد قُتل في غارة بطائرة بدون طيار.
في مارس 2012، كرر روجيو مزاعم ديلي تايمز بأن إلياس كشميري لا يزال على قيد الحياة وأنه حضر في اجتماع مع زعيم طالبان باكستان حكيم الله محسود في شمال وزيرستان. كانت دقة هذا التقرير موضع خلاف لأن الصحفيين لم يتمكنوا من الوصول إلى المنطقة التي زُعم أنها شوهدت كشميري.